# As Aventuras de Gregório
Pour plus de détails, voir Fiche technique et Distribution.
As Aventuras de Gregório est un film muet brésilien réalisé par Luiz de Barros sorti en 1920.

## Fiche technique
- Titre : As Aventuras de Gregório
- Réalisation : Luiz de Barros
- Scénario : Luiz de Barros
- Photographie : Luiz de Barros
- Montage : Luiz de Barros
- Production : Luiz de Barros
- Société de production : Guanabara Filmes
- Pays :  Brésil
- Genre : Comédie
- Dates de sortie : 
  - Brésil : 2 octobre 1920

## Distribution
- Manuel F. Araujo
- Ernesto Begonha
- Yole Burlini
- Alvaro Fonseca